# Wapen van Momignies

Wapen van Momignies

Het wapen van Momignies is het gemeentelijke wapen van de Henegouwse gemeente Momignies. Het wapen werd in 1979 aan de gemeente toegekend, het is sindsdien niet gewijzigd.

## Geschiedenis
De fusiegemeente Momignies is in 1977 gevormd uit een fusie van de gemeenten Beauwelz, Forge-Philippe, Macon, Macquenoise, Momignies, Monceau-Imbrechies en Seloignes. Uit deze gemeenten voerde alleen Macon een wapen, dat gelijk was aan het wapen van de huidige gemeente Momignies.

## Blazoenering
De beschrijving van het wapen luidt als volgt:
Ecartelé: aux 1 et 4 d'argent à trois fasces de gueules, qui ets de Croÿ; aux 2 et 3 contre écartelé a. et d. d'azur à trois fleurs-de-lis d'or, qui est de France; b. et c. de gueules plain qui est d'Albret; surtout d'hermine plein qui est de Bretagne. Sur le tout de gueules à trois fleurs de néflier d'or qui est d'Aremberg. L'écu sommé d'une couronne à trois fleurons séparés l'un de l'autre par une perle.
Gecarteleerd: 1 en 4 van zilver met drie dwarsbalken van keel wat Croÿ is; 2 en 3 gekwartierd a en d van azuur met drie Franse lelies van goud, dit is Frankrijk; b en c zijn van keel dit vlak stel Albret voor, over alles heen hermelijn dat Bretagne is. Over het geheel van keel drie mispelbloemen van goud doorboord van het veld met een weerhaak van sinopel, dit is Arenberg. Het schild getopt door een kroon van drie bladeren elk gescheiden door een parel.
De heraldische kleuren zijn zilver (wit), keel (rood), azuur (blauw), goud (geel), sinopel (groen) en hermelijn. De kroon is een gravenkroon.